# Casargo
Casargo es una localidad y comuna de Italia ubicada en la provincia de Lecco, región de Lombardia. Su población es de 894 habitantes y su superficie es de 20 km².

## Demografía
| Gráfica de evolución demográfica de Casargo entre 1861 y 2001 |
|                                                               |
| fonte ISTAT - elaboración gráfica hecha por Wikipedia         |